# Wenegnebti
Wenegnebti (även Wadjnes eller Tlas) var en farao under Egyptens andra dynasti som regerade under 28 århundradet f.Kr. mellan kungarna Ninetjer och Khasekhemwy.
Hans kronologiska inordning och identifikation är på grund av bristfälliga fynd och motsägelsefulla bevis särskilt svår att placera. Bland egyptologer tillhör han de mest kontroversiella av de tidiga kungarna.

## Bakgrund

### Namnet
Kartuschen med "Wadjnes" hittas endast i kungalistorna från 19:e dynastin men med olika stavningar och följer står alltid som direkt efterträdare till Ninetjer.
Majoriteten av egyptologer ser Wadjnes som nebtinamnet för farao Weneg. Vissa tror dock att "Wadjnes" är en feltolkning av "Weneg" gjord av skrivarna från 19:e dynastin som misstog hieroglyfen M13 (papyrusstjälkar) och M45 (Weneg-blomman) eftersom de båda är väldigt lika i hieratisk skrift. Stavelsen "nes" (F20) i Sakkaratabletten kan blivit förväxlad med symbolerna N35 och S29.
"Weneg" blev igen misstolkat till koptiska som "Wet-las" vilket Manetho översatte med "Tlas". I sammanhang med solkulten under 5:e och 6:e dynastierna fick namnet "Wadjnes" särskild uppmärksamhet eftersom kungen Weneg döpts efter guden Weneg, som då blev upphöjd till "Ras son".

### Fynd
De samtida fynden är väldigt få vilket fått många egyptologer att debattera om han var en historisk person eller inte.
En möjlig tidig form av namnet "Wadjnes" har hittats på sex alabaster-inskriptioner i Djosers pyramidkomplex. På två av dessa står det "Wer-maa-wadjnes" (Wadjnes är väldigt stor). Vissa egyptologer tolkar "Wer-maa" som ett möjligt horusnamn, men denna tolkning stöter på stor skepsis bland egyptologer. Det kan även ha varit en titel på överstepräster till Ra om namnet läses som "Ni-su-Wadj".
På fyra fragment ses namnet "Wadj-sen" sidan om presentationen av en Sed-festival som hölls antingen vart 6:e år under Sokar-festivalen eller vart 30:e regerings år. En trettioårsperiod som härskare är inte trovärdigt eftersom befintliga bevis är så fåtaliga, vilket är den största orsaken till debatten mellan egyptologer.
I synnerhet placeringen av hieroglyferna på fragmenten reser frågor. Tecknet M13 (Wadj) och S29 (se) är placerade sidan om varandra och ovanför tecknet N35 (en). I denna sammansättning är "Wadj-sen" den sannolika läsningen. Eftersom det saknas en kunglig titel bredvid namnet försvårar det en möjlig länk till den andra dynastin.

## Identitet
Den egyptologiska forskningen har gång på gång försökt likställa Wadjnes med en härskare från andra dynastin. Detta har visat sig vara svårt och för närvarande finns tre hypoteser:

### Identifiering medNebre
Namnet "Weneg-nebti" återfinns på 17 lerkärl varav 11 kommer från gallerien i Djosers pyramidkomplex. Nästan alla inskriptioner med nebtinamnet "Weneg" har visat sig vara skrivna över ett annat namn.
Sedan en tid anses nebtinamnet "Weneg" tillhöra kung Nebre och 2005 uppdagades det att namnen "Weneg" och "Nebre" ursprungligen stod bredvid varandra. Det visade sig att Ninetjers namn fanns bredvid avbildningen av "Det Eviga huset" (Ka-huset) med Nebres namn i, som var delvis bortskrapat.
Under Ninetjers namn finns svaga konturer av Weneg-blomman och som föregångare till honom måste det ha varit Nebres namn som stått under. Från detta kan det rimligtvis antagas att Nebre och Weneg var densamma. Men även denna upptäckt är föremål för diskussioner. Troligen är namnet "Wadjnes" en felaktig tolkning av "Weneg".
Ett skifferfragment som hittades i Mastaba S3014 i Sakkara med namnet "Weneg" i förbindelse till festivalen "Hor wadjet sah" ("Uppförandet av Horus-pelarna") nämns ofta på fynd från Ninetjer och Nebres regeringar. Detta innebär att Weneg måste ha regerat tidigt under andra dynastin.

### Identifiering medSekhemib
Flera egyptologer är övertygade att Wadjnes är identisk med Sekhemib. Denna teori bygger på antagandet att Sekhemib och Peribsen var direkta efterträdare till Ninetjer. De identifierar Wadjnes med Sekhemib och Peribsen med Senedj. Men teorin är inte utan problem. Fynd med Sekhemibs namn i Khasekhemwys grav flyttar Sekhemibs regeringstid till nära slutet på andra dynastin. Dessutom hedras alltid Senedj och Peribsen alltid separat i senare källor. Wadjnes nämns i senare kungalistor i början på dynastin snarare än i slutet.
Det diskuteras även om Wadjnes eller Senedj skulle kunna vara kungen med horusnamnet Sa.

### Wadjnes som oberoende härskare
Egyptologen Richard Weill är övertygad att namnet "Wadjnes" som horusnamn finns med på Kairostenen. Teorin går ut på att Wadjnes är identiskt med nebtinamnet "Weneg". Peter Kaplony läser namnet som "Wenegsekhemui". Båda läser namnet över den tredje årsraden till vänster nära kanten som är väldigt svårläst. Egyptologer läser regeringstiden som 10-12 år men tyvärr så är Kairostenens tredje rad kraftigt nött och nästan oläsbar.

## Regeringstid
Beträffande regeringslängden råder det oenighet i forskningen. Den enda källan är från Turinpapyrusen som ger Wadjnes en regeringslängd på 54 år. och Manetho som ger honom 17 år. Många forskare tvivlar dock på båda uppgifterna.
Om Wadjnes faktiskt var Ninetjers efterträdare kan det förmodas att hans regering redan från början hade interna problem. Eftersom namnet "Wadjnes" inte är dokumenterat i Övre Egypten kan han möjligtvis bara haft makten i Nedre Egypten eller var tvungen att dela makten med en annan kung. Hans företrädare Ninetjer kan av ekonomiska skäl tvingats dela riket i två delar och låta två av hans söner styra det vidare. Detta grundas på anteckningar av Nilfloden på Palermostenen som tyder på en svår fleråring torka under hans sista regeringsår.
Om källorna från 19:e dynastin stämmer så styrde Wadjnes som Ninetjers första efterträdare bara i Nedre Egypten. Det är inte klart vem han måste delat tronen med. Dock nämner alla kungalistor Senedj som efterträdare till Wadjnes men han regerade också bara i Nedre Egypten och kan inte ha varit Wadjnes medregent.